# Mikołaj Dyakowski
Mikołaj Dyakowski także: Dyjakowki herbu własnego (ur. XVII wiek, zm. po 1722) – podstoli latyczowski w latach 1702–1733, polski pamiętnikarz doby dojrzałego baroku w Polsce, dworzanin króla Jana III.
Późniejszy porucznik chorągwi lekkiej wojsk koronnych, podstoli latyczowski, w 1683 r. jeszcze jako pokojowiec Jana III Sobieskiego uczestniczył w wyprawie wiedeńskiej. Jego pamiętnik pod tytułem Diariusz wideńskiej okazyji Jmci Pana Mikołaja na Dyakowicach Dyakowskiego podstolego latyczewskiego doczekał się współczesnej edycji (por. M. Dyakowski, Dyariusz wideńskiej okazyji. oprac. Józef A. Kosiński, Józef Długosz, Warszawa 1983.).
Jako dzieło literackie spisany po roku 1717 Dyariusz... jest przykładem bardziej gawędy szlacheckiej niż dzieła sztuki sensu stricto. Sprawny retorycznie autor posługuje się anegdotą, by ubarwić narrację, nie stroni od osobistych ocen i uprzedzeń (wyraźna niechęć wobec Jana III Sobieskiego). Brak talentu pisarsko-gawędziarskiego na miarę Paska rekompensuje sprawność narracyjna, poprawna technika retoryczno-prozatorska, duża wiedza autora z dziedziny militarystyki oraz wartość źródłowa - Dyakowski bezbłędnie przytacza tytuły i rangi wspominanych przez siebie uczestników wyprawy oraz bezbłędnie i szczegółowo - zgodnie z posiadaną przez historyków wiedzą - odtwarza przebieg bitwy wiedeńskiej.